# Milton Sealey
Milton Randolph Sealey (* 2. Juni 1928 in Montreal, Kanada) ist ein US-amerikanischer Pianist des Swing und Modern Jazz.
Milton Sealey besuchte 1955/56 Europa und spielte dort mit Don Byas und Mezz Mezzrow. Später arbeitete er mit Lee Morgan und Lou Donaldson in Philadelphia zusammen, hatte danach ein eigenes Trio in New York und spielte 1960 mit Dizzy Reece. Im Jahr 2000 wirkte er als Begleiter (sowie als Co-Komponist) der Sängerin Jeri Brown auf deren Album Image in the Mirror: The Triptych mit.